# Zhang Shan
Zhang Shan (chiń. upr. 张山; chiń. trad. 張山; pinyin Zhāng Shān; ur. 23 marca 1968 w Nanchongu) – chińska strzelczyni sportowa, specjalizująca się w skeecie, mistrzyni olimpijska z 1992 roku.

## Życiorys
Treningi strzelectwa rozpoczęła w wieku 16 lat, a w 1989 roku została włączona do kadry narodowej. W tym samym roku wywalczyła mistrzostwo świata w skeecie indywidualnym i drużynowym. Rok później zdobyła dwa złote medale igrzysk azjatyckich: w skeecie indywidualnym (ex aequo z Pak Jong-ran z Korei Północnej) i drużynowym, a także srebrny medal mistrzostw świata w skeecie drużynowym i brązowy w indywidualnym oraz złoty medal mistrzostw Azji w skeecie indywidualnym. W 1991 roku została wicemistrzynią świata w skeecie drużynowym oraz mistrzynią Azji w indywidualnym.
W 1992 roku wystartowała na igrzyskach olimpijskich w skeecie mieszanym, zdobywając złoty medal jako pierwsza kobieta w tej dyscyplinie sportu w konkurencjach mieszanych. Niedługo po igrzyskach, Międzynarodowa Federacja Strzelectwa Sportowego wykluczyła kobiety z rywalizacji przeciwko mężczyznom, dlatego Zhang przerwała karierę i dokończyła studia ekonomiczne na Uniwersytecie Syczuańskim.
W 1998 roku została mistrzynią świata w skeecie drużynowym i wicemistrzynią w indywidualnym. W 1999 roku zdobyła srebrny medal mistrzostw świata w skeecie drużynowym. W 2000 roku po raz kolejny wystartowała na igrzyskach olimpijskich, gdy ponownie umożliwiono kobietom uczestnictwo w tych zawodach, tym razem już w oddzielnej kategorii. Zakończyła rywalizację na ósmym miejscu. W tym samym roku została także wicemistrzynią Azji w skeecie indywidualnym. W 2001 ponownie wywalczyła wicemistrzostwo świata w skeecie drużynowym. W latach 2007 i 2011 zdobywała złote medale, a w 2010 roku wywalczyła srebrny medal MŚ w skeecie drużynowym, natomiast w latach 2004, 2009 i 2012 zostawała mistrzynią Azji w zawodach indywidualnych.
W 2010 roku ponownie wystąpiła na igrzyskach azjatyckich, na których zdobyła złoty medal w zawodach drużynowych, natomiast w zawodach indywidualnych zajęła czwarte miejsce.
W 2004 roku poślubiła australijskiego sędziego strzelectwa Dextera Barnesa. W 2009 roku przez krótki czas była trenerką strzelectwa w Indiach.